# Кенаса (Дейлі-Сіті)
Кенаса у Дейлі-Сіті — єдина караїмська кенаса в Сполучених Штатах Америки. Вона розташована в Дейлі-Сіті, штат Каліфорнія. Малкольм Коен прослужив тут 19 років.
Спільнота вірян кенаси у Дейлі-Сіті — це невелика, згуртована громада, об'єднана єгипетським походженням багатьох її членів, а також їх караїмськими традиціями. Близько 800 членів живуть за декілька хвилин їзди від синагоги.

## Історія
У 1994 році спільнота караїмських мешканців району Дейлі купила будівлю міста Дейлі в чинної синагоги, що закривалася. Згромадження караїмів прийняло назву «Congregation B'nai Israel» зі зручності — вона вже була намальована збоку від будівлі.
Культурний центр був би не більше ніж мрією, якби не випадковий союз 60-річних Девіда Овадії (David Ovadia) та Меріеллен Хаймелл-Овадія (Maryellen Himell-Ovadia), які очолюють збір коштів і зусиль по ремонту. Овадія — караїм за походженням і інженер-будівельник за освітою; Хімель-Овадія — колишня членкиня конгрегації Еман-Ель в Сан-Франциско і досвідчена збирачка коштів.
Перед святилищем стоїть ковчег, а всередині ковчега кілька сувоїв Тори. Ззаду є меморіальна стіна з іменами загиблих близьких. Біля входу стоїть вішалка з талітотами, або молитовними шалями.
У середині кенаси у Дейлі-Сіті більшість жінок сидять осторонь, хоча формально не існує мечі, яка б їх відділяла від чоловіків. Оскільки кожна караїмська громада має право встановлювати свої власні стандарти, американські звичаї відбилися на громаді, і деякі жінки тепер вважають за краще сидіти в основному місці.
Нещодавня бар-міцва в кенасі стала великим заходом, що привернув до невеликого святилища натовп в 15 осіб.
Громада кенаси приступила до відносно невеликого будівельним проєкту, що зробить великий і помітний вплив на їх громаду: вони ремонтують наявну будівлю площею 3500 квадратних футів і створюють караїмський єврейський культурний комплекс площею 1000 квадратних футів. Центр, що примикає до синагоги, який буде поєднувати освітню програму, музей і соціальний центр.